# لوید (فلوریدا)
لوید (به انگلیسی: Lloyd) یک منطقهٔ مسکونی در ایالات متحده آمریکا است که در فلوریدا واقع شده‌است. لوید ۳٫۹۲ کیلومتر مربع مساحت و ۲۱۵ نفر جمعیت دارد و ۲۵٫۹۱ متر بالاتر از سطح دریا قرار دارد.